# Постоянные Оорта

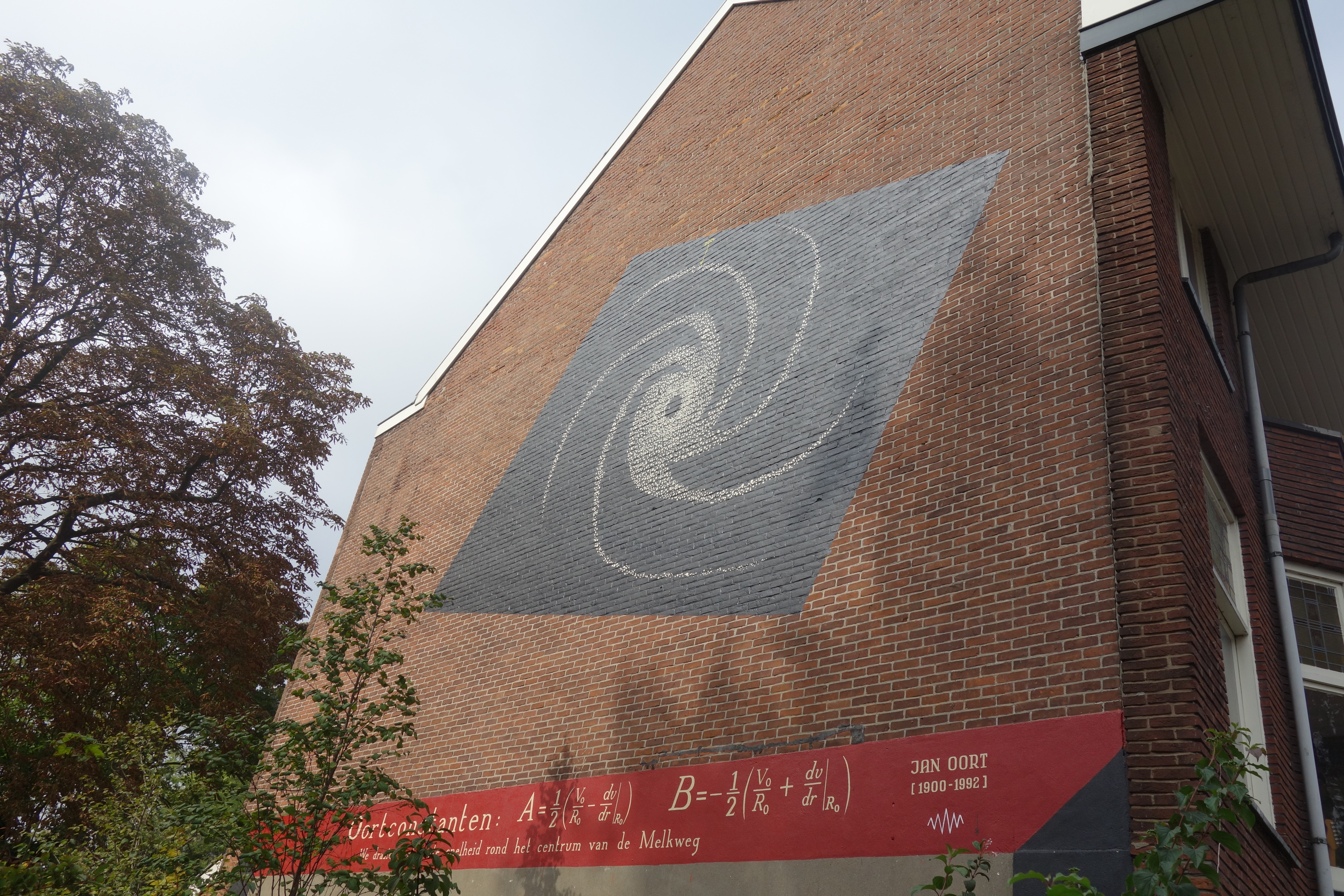
Постоянные Оорта

Постоянные Оорта — Две эмпирических величины, которые содержатся в математических соотношениях голландского астронома Яна Оорта, определяющих лучевую скорость и собственное движение звезд на их орбитах вокруг центра Галактики, которые считаются круговыми. Выражения имеют вид:
{\displaystyle \left\{{\begin{matrix}V_{r}&=&Ar\sin {(2l)}\\\mu &=&0.211\times \left(B+A\cos {(2l)}\right)\end{matrix}}\right.}
где {\displaystyle V_{r}} — лучевая скорость, {\displaystyle \mu } — собственное движение, {\displaystyle r} — расстояние от Солнца, а {\displaystyle l} — галактическая долгота звезды.
Так же существует выражение констант Оорта через круговую скорость звезды и расстояние до центра Галактики:
{\displaystyle \left\{{\begin{matrix}A&=&{\frac {1}{2}}\left({\frac {V_{c}}{R}}-{\frac {dV_{c}}{dR}}\right)\\B&=&-{\frac {1}{2}}\left({\frac {V_{c}}{R}}+{\frac {dV_{c}}{dR}}\right)\end{matrix}}\right.}
где {\displaystyle V_{c}} — круговая скорость звезды, а {\displaystyle R} — расстояние до центра Галактики.
A и B — постоянные Оорта. Их приблизительные значения:
{\displaystyle A=14,8\left({\frac {km}{sec\times kiloparsec}}\right)}
{\displaystyle B=-12,4\left({\frac {km}{sec\times kiloparsec}}\right)}